# CHOPS
CHOPS, cuyo nombre real es Scott Jung, es un rapero y productor asiático-estadounidense de Filadelfia. Muy conocido por sus producciones y remix en mixtapes, fundamentalmente.

## Mountain Brothers
Empezó con el grupo Mountain Brothers, formado por tres raperos asiático-estadounidenses. Ellos publicaron tres álbumes, Self Vol. 1 y Triple Crown fueron los más exitosos. El grupo también hizo un anuncio para Nike, en el que ponían voces a estrellas de la NBA, y produjeron para un anuncio de ESPN con Snoop Dogg.

## Virtuosity
El álbum de debut en solitario de CHOPS fue Virtuosity. Contiene colaboraciones con estrellas como Kanye West, Planet Asia, Raekwon y Talib Kweli.

## It's Going Down
CHOPS ha publicado la serie It's Going Down con DJ Lt. Dan. El primer volumen fue presentado por Paul Wall, mientras que Bun B lo hizo en el segundo. En el tercero le tocó el turno a Chamillionaire. Estos mixtapes tienen remixes de exitazos de Ludacris, Three 6 Mafia o Nelly, entre otros artistas conocidos. It's Going Down ganó el premio de mixtape del año de 2005.

## Otros Mixtape
CHOPS produjo en el mixtape Osirus del fallecido miembro de Wu-Tang Clan, Old Dirty Bastard. Uno de los temas bajo su producción es "High in the Clouds".
CHOPS produce el tema "My Lowrider" en el mixtape Stop Snitchin Stop Lyin de The Game.
El nuevo mixtape de Fabolous, Loso's Way, contiene un tema producido por CHOPS, "Smokin' and Sippin'".
Su mano también aparecerá en la OST del film Dark.
Los trabajos pasados de CHOPS pueden encontrarse en National Champs 2006, parte del It's Going Down.

## Discografía
- 2004: Virtuosity

## Sencillos
| Año  | Título                                  | Posición en la lista | Posición en la lista | Posición en la lista | Álbum        |
| Año  | Título                                  | Billboard Hot 100    | US R&B/Hip-Hop       | US Rap               | Álbum        |
| ---- | --------------------------------------- | -------------------- | -------------------- | -------------------- | ------------ |
| 2004 | "No Pressure (Feat. Mystic)             | -                    | -                    | -                    | "Virtuosity" |
| 2004 | "What's F--kin With Us" (Feat. Raekwon) | -                    | -                    | -                    | "Virtuosity" |
| 2004 | "The Remedy" (Feat. Dave Ghetto)        | -                    | -                    | -                    | "Virtuosity" |